# Opéra Garnier
L'Opéra Garnier, o Palais Garnier (in italiano palazzo Garnier), è un teatro d'opera situato nel IX arrondissement di Parigi, fino al 1989 primo teatro della capitale francese nonché sede del Balletto dell'opera di Parigi, successivamente, dopo l'inaugurazione dell'Opéra Bastille, è diventato parte dell'Opéra national de Paris che lo utilizza principalmente per rappresentazioni di danza e opere barocche. Il teatro Garnier dal 16 ottobre 1923 è monumento storico di Francia.

## Il contesto storico

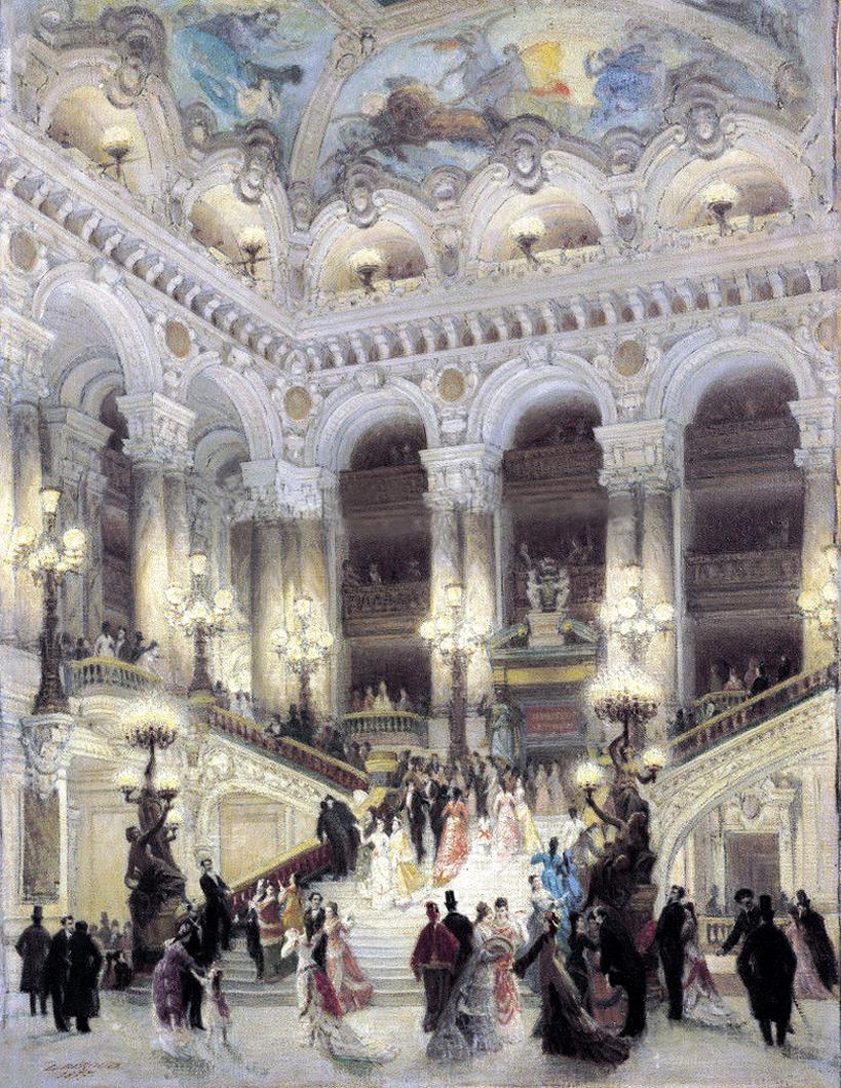
Un dipinto di Louis Béroud che ritrae l'interno del teatro

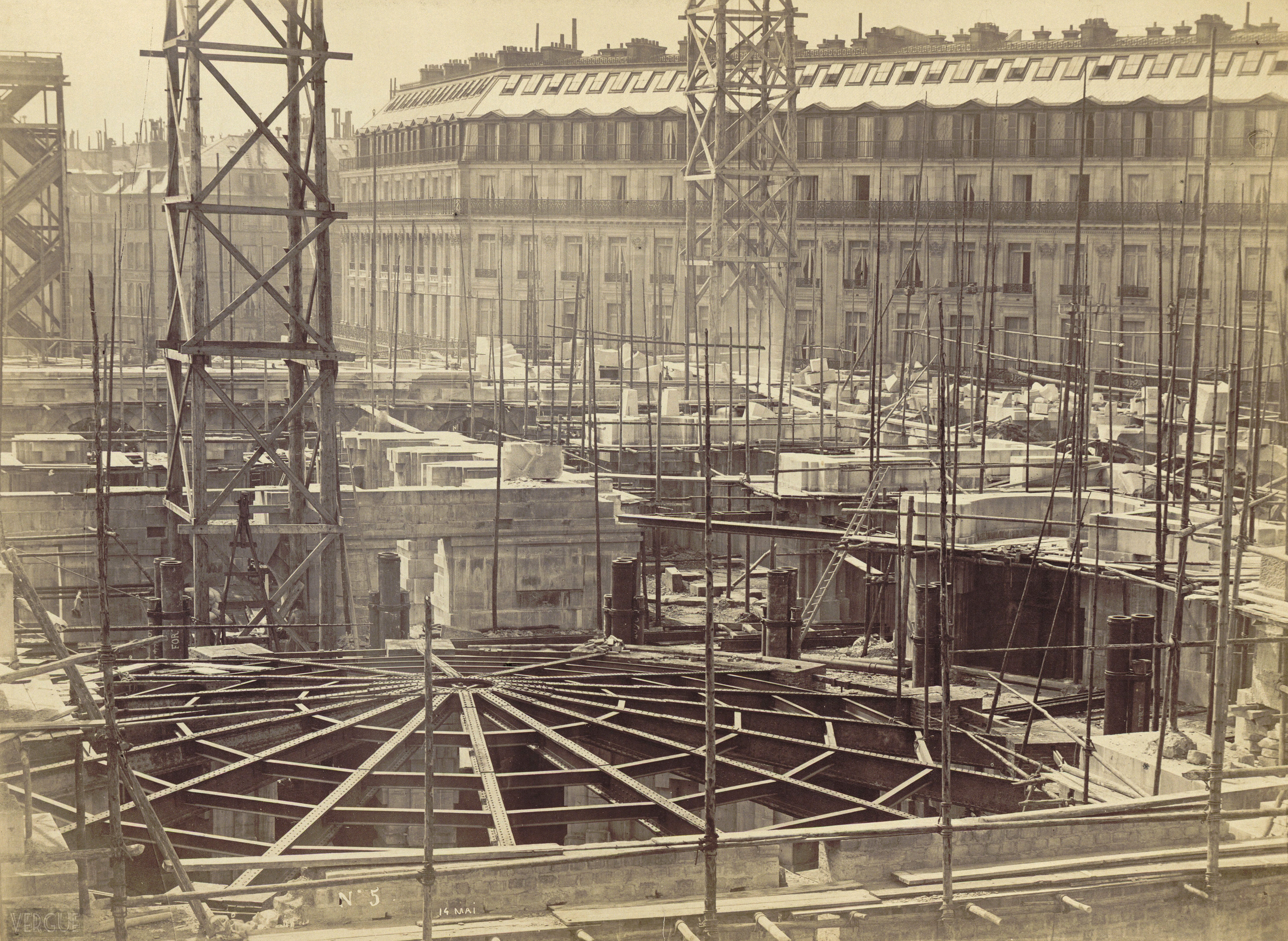
Costruzione della rotonda, maggio 1864.

### Prodromi
Dal 1821 la sede dell'Opéra di Parigi era l'Opéra Le Peletier, considerata tuttavia provvisoria. Con l'instaurazione del Secondo Impero il progetto per una nuova sede riprese vigore. Ciò che diede l'impulso definitivo fu l'attentato subito da Napoleone III il 14 gennaio 1858 ad opera di un gruppo di anarchici italiani guidati da Felice Orsini. Furono infatti considerate un fattore pericoloso per l'incolumità dell'imperatore le strette strade di accesso al palazzo. Da notare che a sua volta lo spostamento precedente dell'Opéra era seguito a un attentato politico: l'uccisione del duca di Berry.
Entro il 1860 un decreto imperiale individuò la nuova sede e lanciò un concorso per la progettazione del palazzo. Lo vinse Charles Garnier, di ritorno da una serie di viaggi di studio in Grecia, in Turchia e ancora a Roma (dove fu ospite dell'Accademia di Francia).

### Testimonianza dell'epoca
L'Opéra è uno degli elementi caratterizzanti del IX arrondissement di Parigi e del panorama della capitale francese. Situato all'estremità dell'avenue de l'Opéra, vicino all'omonima stazione della metropolitana Opéra, l'edificio si presenta come un monumento particolarmente rappresentativo dell'architettura eclettica della seconda metà del XIX secolo e si inserisce nella continuità delle trasformazioni di Parigi sotto il Secondo Impero effettuate da Napoleone III e dal prefetto Haussmann.

### Una nuova posizione nel panorama culturale cittadino
Questa costruzione è stata conosciuta per tanto tempo come l'«Opéra de Paris», ma dopo l'inaugurazione dell'Opéra Bastille nel 1989, le è stato dato il nome del suo autore: Charles Garnier. I due Teatri sono oggi riuniti nello stabilimento pubblico, industriale e commerciale, "Opéra national de Paris".

## Storia dell’edificazione
Il Palais Garnier fa parte della grande ricostruzione parigina del Secondo Impero francese voluta dall'imperatore Napoleone III, che scelse il barone Haussmann per seguire i lavori. È uno degli edifici più grandi e rappresentativi della sua epoca, tale da aver segnato molto Parigi, con la sua grandiosità e ricchezza, divenendo proprio simbolo di bellezza della città in quel periodo.

### Progettazione

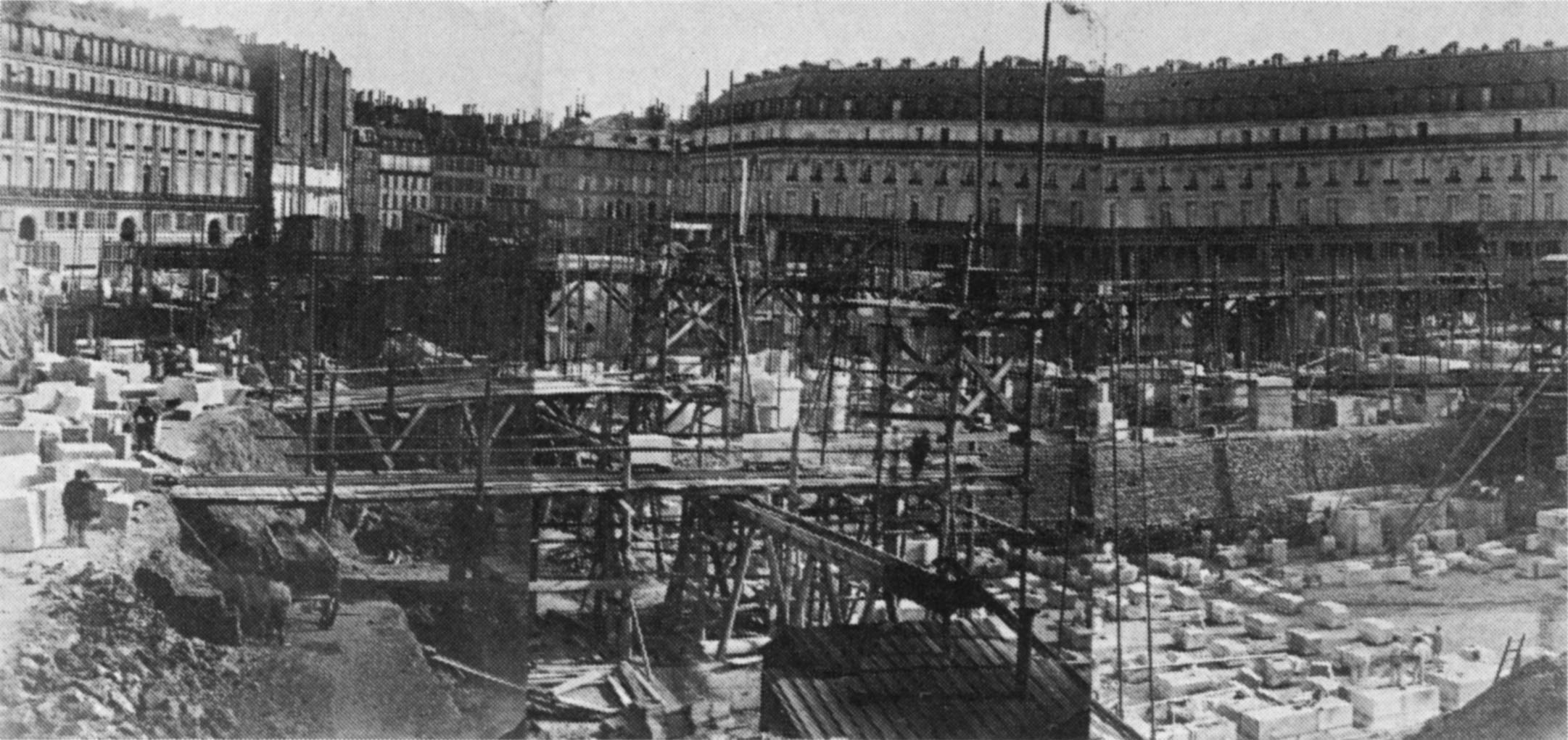
Lavori nel maggio 1862

Nel 1858 l'imperatore autorizzò Haussmann a demolire i 12.000 metri quadrati necessari per costruire l'opéra. Il progetto fu nel 1861 assegnato a Charles Garnier (1825-1898). La prima pietra fu posta nel 1862, seguita dall'inizio della costruzione nel 1862. Si dice che la moglie dell'imperatore, l'imperatrice Eugenia, chiese a Garnier durante la costruzione se l'edificio sarebbe stato in stile greco o romano, alla quale l'architetto rispose: "È in stile Napoleone III, Madame"; uno stile molto ricercato alla ricerca di molti dettagli e commistioni, che si può definire eclettico.

### Costruzione

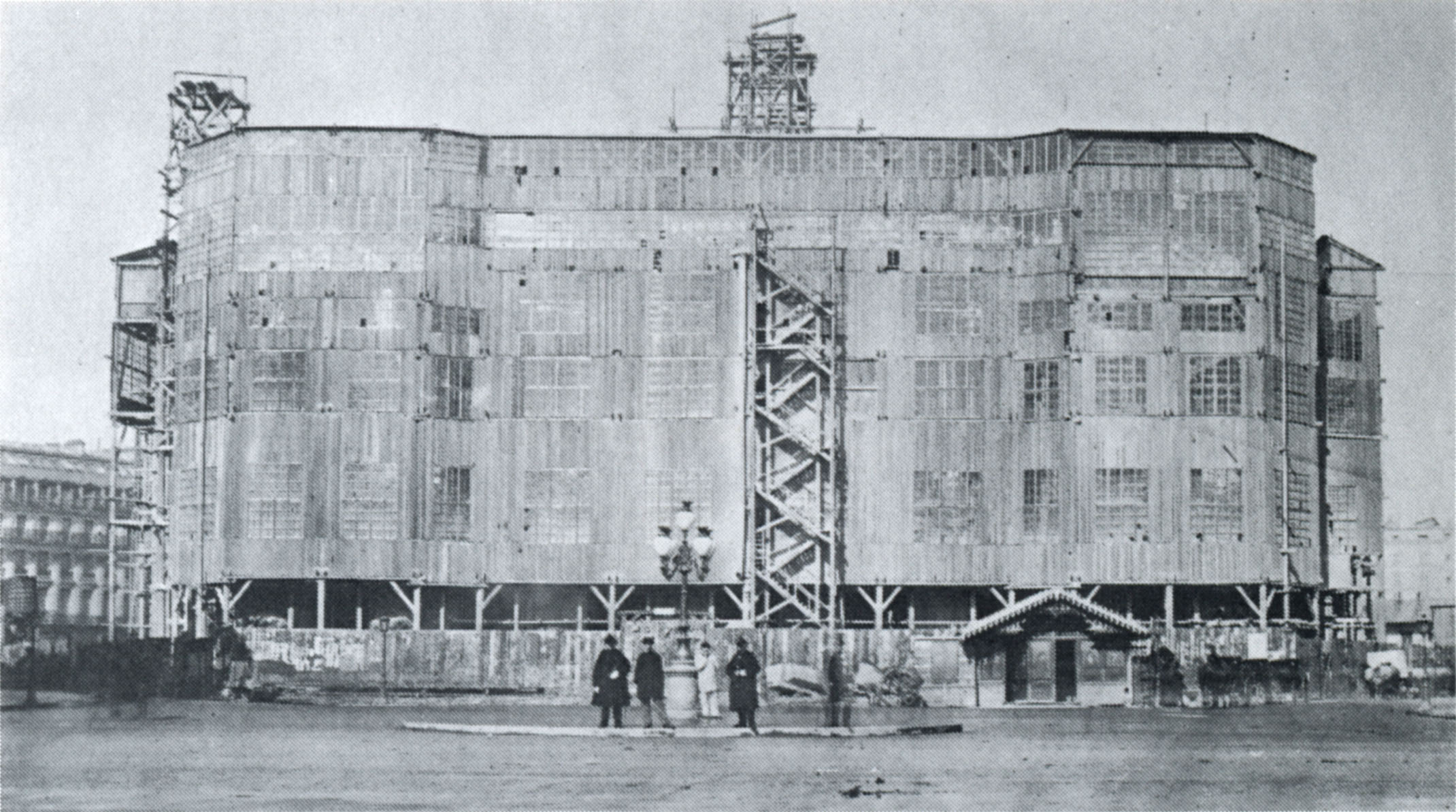
La facciata nel novembre del 1866

La costruzione dell'opéra ebbe diverse battute d'arresto. Il lavoro dovette essere interrotto per la scoperta di grotte con acque sotterranee nel corso degli scavi, una delle quali dovette essere prosciugata con pompe per 8 mesi. Fu anche interrotta dopo il disastro della guerra franco-prussiana, con la caduta del secondo impero francese e la Comune di Parigi del 1870. Durante questo periodo il lavoro continuò sporadicamente e girava la voce che la costruzione dell'opera sarebbe stata abbandonata.
Si ebbe un incentivo per completare la costruzione di questo edificio quando la vecchia Opera di Parigi, conosciuta come Teatro dell'Accademia Imperiale di Musica, fu distrutta da un incendio durato 27 ore il 29 ottobre 1873, lasciando una Parigi disperata. Questo teatro era stata la sede del Balletto dell'Opéra di Parigi e dal 1821 aveva presentato i più grandi capolavori. Dopo il 1874, Garnier e il suo team completarono il teatro.

### Inaugurazione

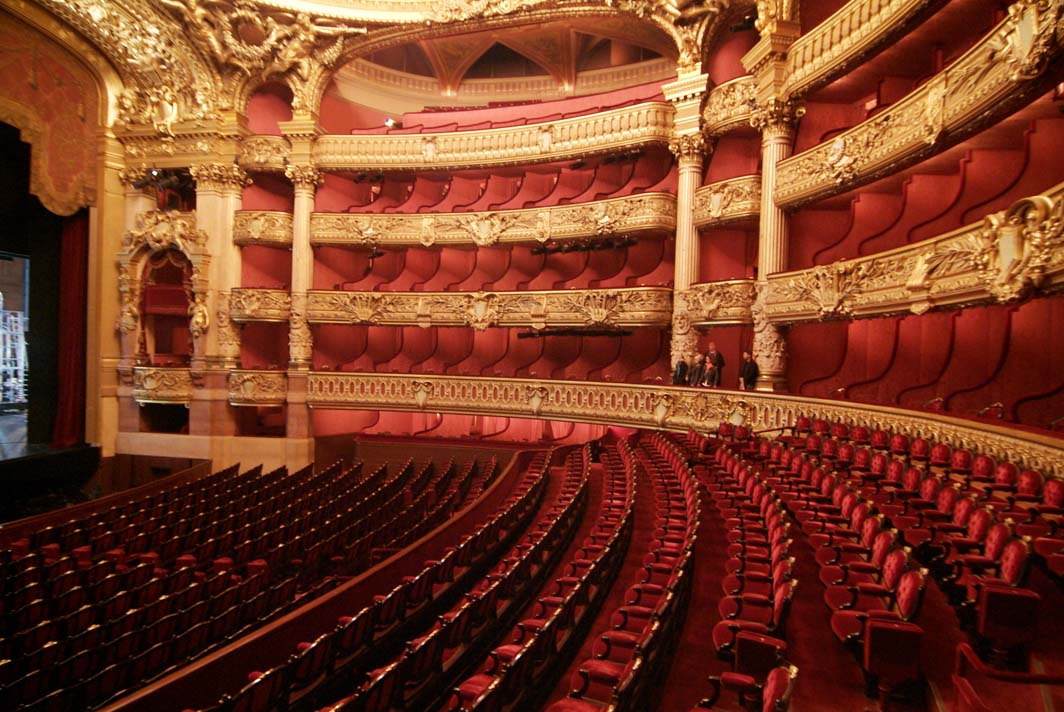
Interno della sala

Il Palais Garnier fu formalmente inaugurato alle ore 20 del 5 gennaio 1875, in una sontuosa cerimonia che comprendeva la rappresentazione del terzo atto dell'opera La Juive, di Halevy, e brani tratti dal Les Huguenots di Meyerbeer. Il corpo di ballo presentò uno spettacolo gestito dal maestro di ballo Luigi Merante costituito dalla famosa scena di Giuseppe Mazilier, Le Jardin Animé, ricreata dal suo balletto Le Corsaire alla presenza del Presidente della Repubblica Mac Mahon, di Alfonso XII di Spagna, Isabella II e Léo Delibes.
«Quella sera, è fuor di dubbio, il nuovo edificio fu il protagonista assoluto. Secondo la stampa dell'epoca la serata di gala ne segnò il trionfo, e quello del suo architetto, Charles Garnier - che, per inciso, non era neppure stato invitato, e aveva dovuto pagare di tasca propria 120 franchi (circa due milioni di lire attuali), per un posto nel secondo ordine di palchi».

## Descrizione

### Architettura e stile
Il Palais Garnier è un edificio di imponenza eccezionale. Lo stile è monumentale e considerato tipicamente Secondo Impero, con l'uso della simmetria assiale nel piano, la sua decorazione esterna. Il suo pubblico si siede sotto un lampadario centrale che pesa più di sei tonnellate, e ha un grande palcoscenico con spazio per ospitare fino a 450 artisti.

### Esterno

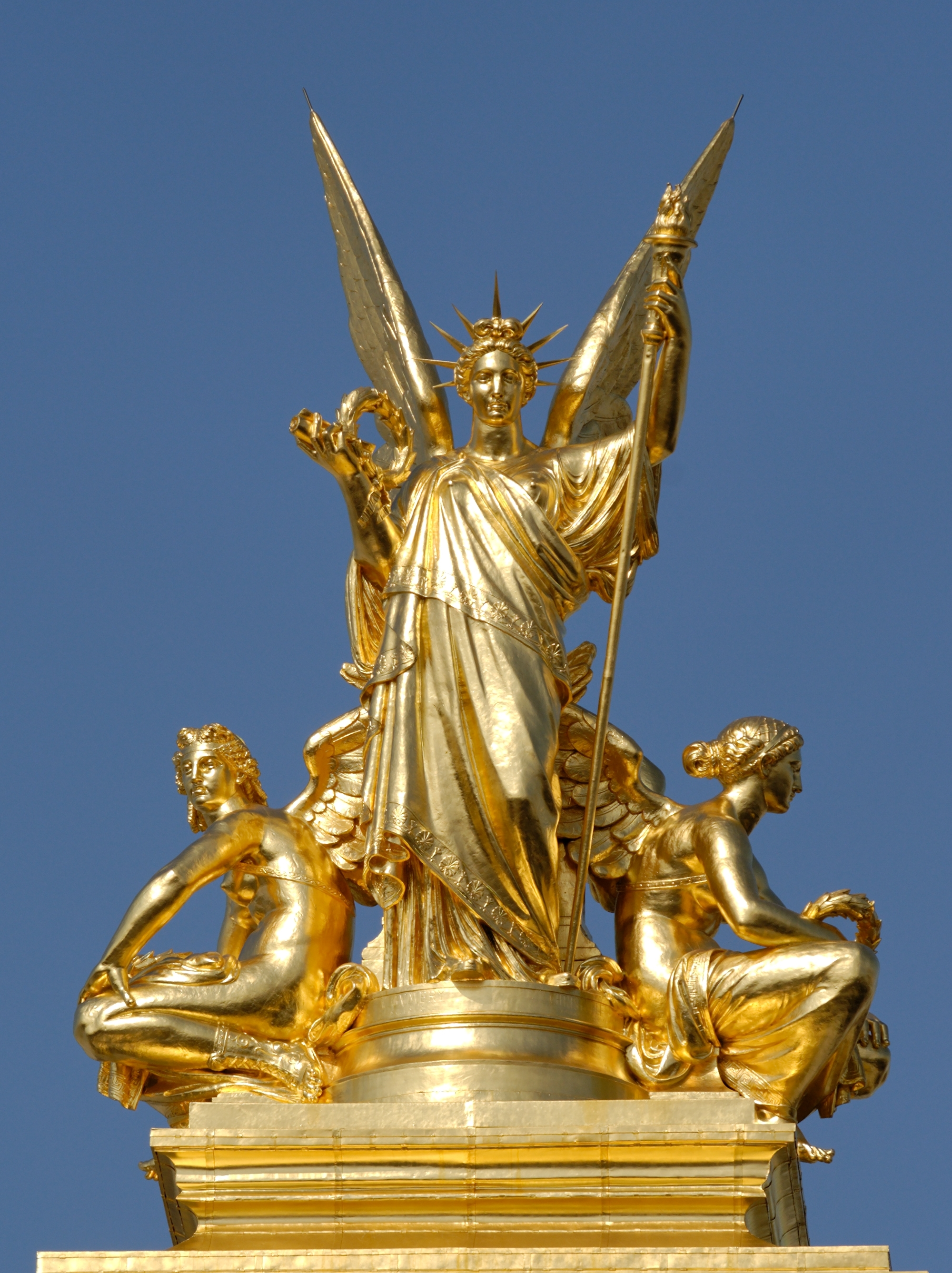
Statua della Poesia

L'architetto sorprende per la diversità dei materiali utilizzati. Egli usa, in effetti, una decorazione eclettica, talvolta caricata, ma sempre fastuosa ed elegante. All'esterno come all'interno, il gioco della pietra di Euville dalle sfumature bionde, dei marmi colorati e delle parti ricoperte d'oro sottolinea la qualità del disegno e delle proporzioni e offre all'occhio esperto una profusione di dettagli architettonici. Per spiegare questa scelta d'una grande diversità cromatica, Garnier pretende di voler andare incontro «alla tristezza dell'urbanismo haussmanniano».
È decorato con molti elaborati fregi in marmo multicolore, colonne e statue ricche, molte delle quali ritraggono divinità della mitologia greca. Busti in bronzo dorato di molti dei grandi compositori si trovano tra le colonne della facciata anteriore del teatro e raffigurano da sinistra a destra: nella parte del colonnato dell'ingresso principale Bach, Pergolesi, Haydn e Cimarosa e nella parte sovrastante Rossini, Auber, Beethoven, Mozart, Spontini, Meyerbeer e Halévy, mentre Rispettivamente sul lato sinistro e destro della facciata sono collocati i busti dei librettisti Eugène Scribe e Philippe Quinault.
Il gruppo scultoreo Apollo, Poesia e Musica, che si trova al vertice del timpano sud è opera di Aimé Millet, e le due piccole figure in bronzo di Pegasus alle estremità del timpano sud sono di Eugène-Louis Lequesne. I due gruppi dorati figurali l'Armonia e la Poesia, che, rispettivamente, coronano gli apici della facciata principale di sinistra e destra, sono stati entrambi disegnati da Charles Gumery. Le basi dei due avancorpi sono decorate (da sinistra a destra) con quattro gruppi principali multifigure scolpite da: François Jouffroy, Jean-Baptiste-Claude-Eugène Guillaume, Jean-Baptiste Carpeaux e Jean-Joseph Perraud.
La facciata incorpora anche altri lavori da Gumery, Alexandre Falguière, e altri.

#### Facciata
- Daniel Auber (1782-1871), scolpito da Louis-Félix Chabaud (1824-1902)
- Ludwig van Beethoven (1770-1827), scolpito da Louis-Félix Chabaud (1824-1902)
- Wolfgang Amadeus Mozart (1756-1791), scolpito da Louis-Félix Chabaud (1824-1902)
- Philippe Quinault (1635-1688), scolpito da Louis-Félix Chabaud (1824-1902)
- Gaspare Spontini (1774-1851), scolpito da Louis-Félix Chabaud (1824-1902)

##### Facciata nord-ovest
- Vincenzo Bellini (1801-1835), scolpito da Louis-Émile Durandelle (1839-1917)
- Henri-Montan Berton (1767-1844), scolpito da Louis-Émile Durandelle (1839-1917)
- François-Adrien Boieldieu (1775-1834), scolpito da Louis-Émile Durandelle (1839-1917)
- Luigi Cherubini (1760-1842), scolpito da Louis-Émile Durandelle (1839-1917)
- Étienne Nicolas Méhul (1763-1817)
- Giuseppe Verdi (1813-1901), scolpito da Louis-Émile Durandelle (1839-1917)
- Carl Maria von Weber (1786-1826)

##### Facciata nord-est
- Adolphe-Charles Adam (1803-1856), scolpito da Louis-Émile Durandelle (1839-1917)
- Gaetano Donizetti (1797-1848)
- Ferdinand Hérold (1791-1833), scolpito da Louis-Émile Durandelle (1839-1917)
- Nicolas Isouard (1775-1818)
- Jean-François Le Sueur (1760-1837)

#### Facciata sud
- Fromental Halévy (1799-1862), scolpito da Victor Évrard (1807-1877)
- Giacomo Meyerbeer (1791-1864),  scolpito da Louis-Félix Chabaud (1824-1902)
- Gioachino Rossini (1792-1868), scolpito da Victor Évrard (1807-1877)

##### Facciata sud-ovest
- André Campra (1660-1744)
- Giovanni Paisiello (1740-1816)
- Niccolò Piccinni (1728-1800)
- Jean-Jacques Rousseau (1712-1778)
- Eugène Scribe (1791-1861)

##### Facciata sud-est
- Robert Cambert (1628-1677), scolpito da Louis-Émile Durandelle (1839-1917)
- François-André Danican Philidor (1726-1795)

##### Facciata est
- Francesco Durante (1684-1755)
- André Grétry (1741-1813)
- Niccolò Jommelli (1714-1774)
- Pierre-Alexandre Monsigny (1729-1817)
- Claudio Monteverdi (1567-1643)
- Antonio Sacchini (1730-1786)

#### Medaglioni
- Johann Sebastian Bach (1685-1750), scolpito da Charles Gumery (1827-1871)
- Domenico Cimarosa (1749-1801), scolpito da Charles Gumery (1827-1871)
- Franz Joseph Haydn (1732-1809), scolpito da Charles Gumery (1827-1871)
- Giovanni Battista Pergolesi (1710-1736), scolpito da Charles Gumery (1827-1871)

### Interno
L'interno è costituito da intrecci di corridoi, vani, scale, nicchie e pianerottoli che permettono il movimento di un gran numero di persone e lo spazio per socializzare durante l'intervallo.

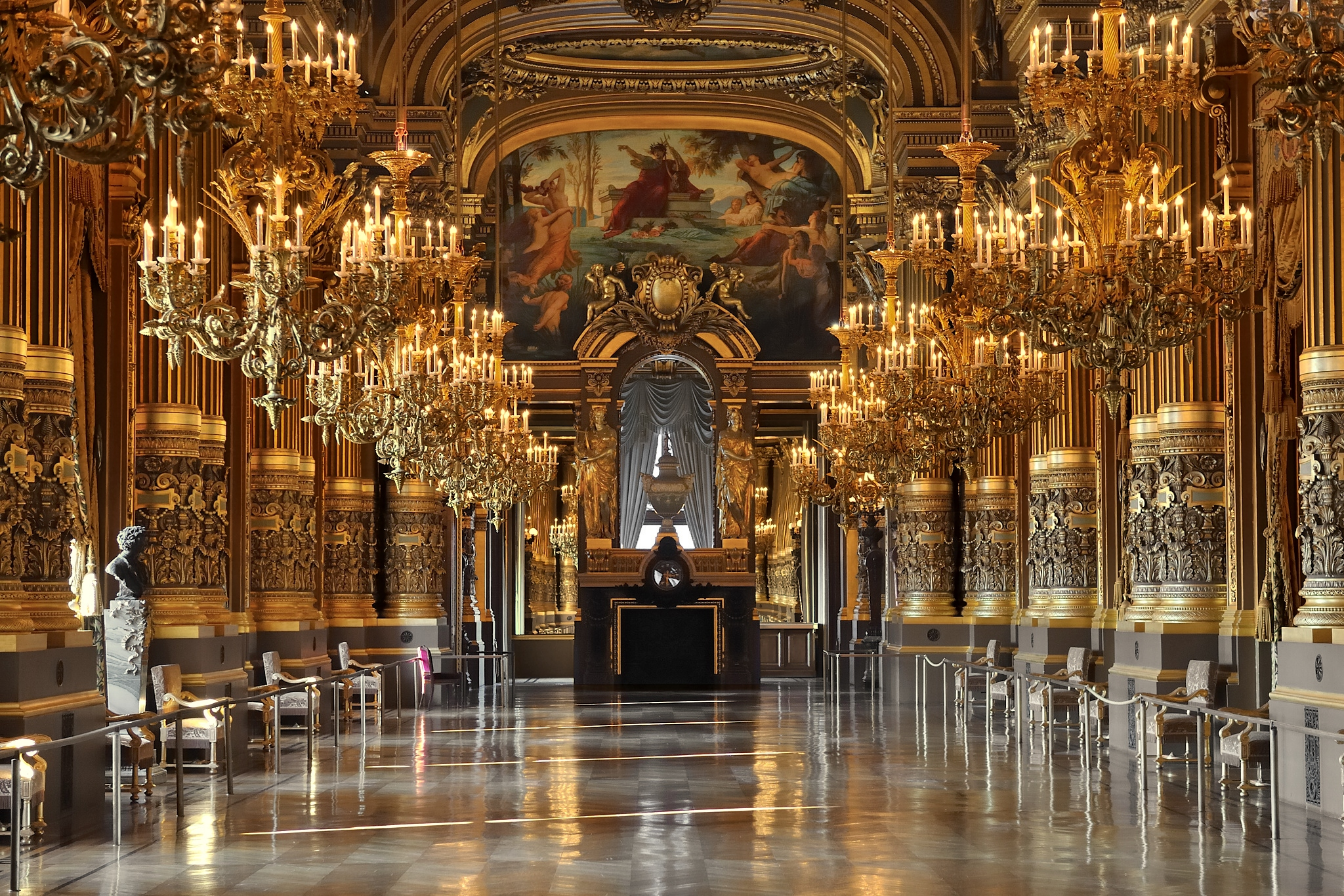
Il foyer

Ricco di velluto, foglia d'oro, e cherubini e ninfe, l'interno è caratterizzato da una sontuosità barocca. Il ridotto, o foyer, è l'emblema della ricchezza dell'edificio, insieme allo scalone interno, costruito apposta affinché gli spettatori dei palchi potessero mettersi in mostra nella società.

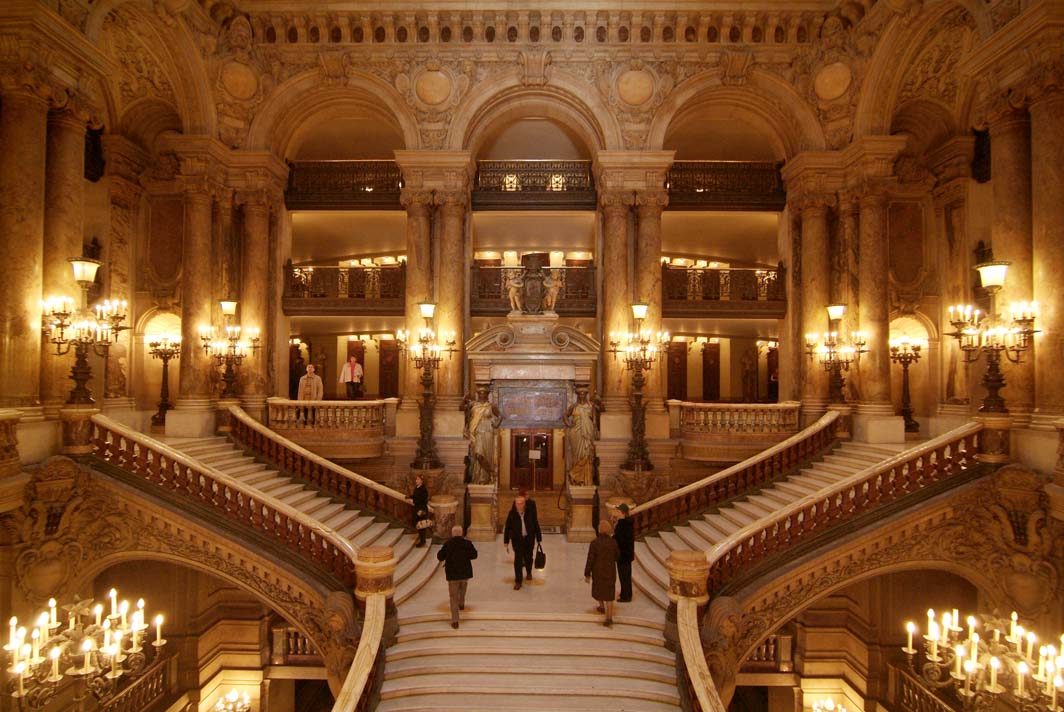
Scalone interno

La superficie del soffitto, che circonda il lampadario, contiene dal 1964 un dipinto di Marc Chagall, che è stato installato su un telaio rimovibile sulle scene originali e mostra le opere di 14 compositori - Musorgskij, Mozart, Wagner, Berlioz, Rameau, Debussy, Ravel, Stravinskij, Čajkovskij, Adam, Bizet, Verdi, Beethoven e Gluck. Sebbene lodato da alcuni, altri sentono che Chagall crea "una nota stonata nell'opera di Garnier, attentamente orchestrata negli interni”.
Nelle quinte situate alla sinistra del palcoscenico si trova l'organo a canne, costruito nel 1875 da Aristide Cavaillé-Coll (opus 432/429), dal 1968 in completo stato di abbandono sebbene integro nelle sue caratteristiche originarie; a trasmissione integralmente meccanica ed interamente racchiuso in cassa espressiva, dispone di 18 registri (dei quali 14 reali) su due manuali e pedale.
L'Opéra Garnier ospita inoltre la Bibliothèque-musée de l’Opéra, che mette in mostra dipinti, scenografie e costumi utilizzati nel teatro dall'inaugurazione fino ai giorni nostri. Fondata nel 1866 per iniziativa del librettista Charles Nuitter, la biblioteca conserva circa 600.000 documenti storici.

#### Statue
- Caroline Branchu (1780-1850)
- Michele Carafa (1787-1872)
- Casimir Delavigne (1793-1843)
- Théophile Gautier (1811-1872)
- Christoph Willibald Gluck (1714-1787)
- Georg Friedrich Händel (1685-1750)
- Jean-Baptiste Lully (1632-1687)
- Pierre Perrin (1620-1675)
- Jean-Philippe Rameau (1683-1764)
- Claude Joseph Rouget de Lisle (1760-1836)
- Giacomo Torelli (1608-1678)

## Opere letterarie ambientate all'Opéra
- Marcel Proust frequentava assiduamente l'Opéra dove amava ammirare la Contessa Greffulhe (uno dei modelli di donna con cui costruì il personaggio della duchessa di Guermantes nella sua opera Alla ricerca del tempo perduto).
- Lo scrittore Gaston Leroux vi ambientò il famoso romanzo Il fantasma dell'Opera chiedendo anche all'architetto Garnier disegni e progetti, per agevolare la stesura del romanzo.

## Galleria d'immagini

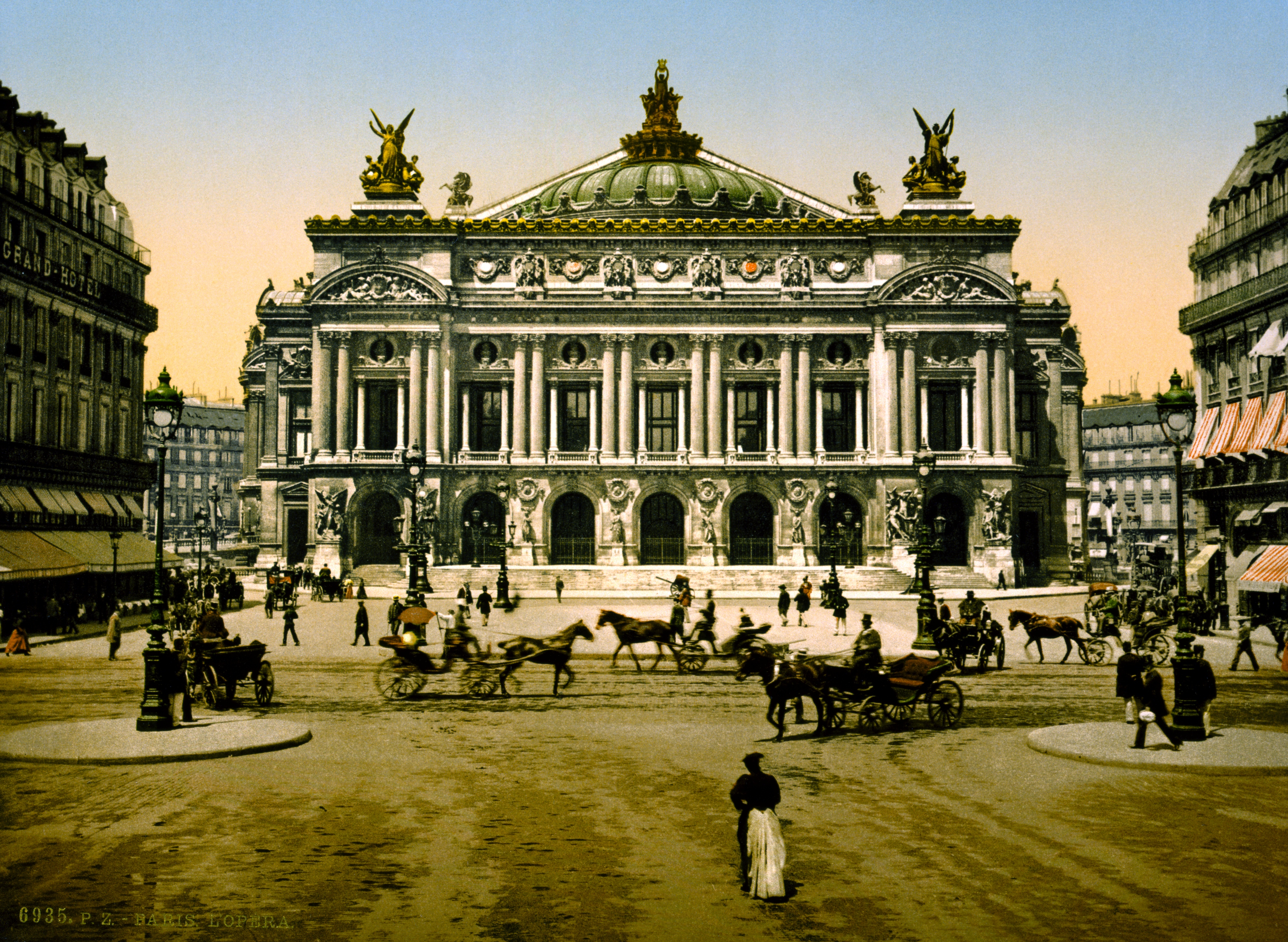
L'Opéra Garnier intorno al 1900
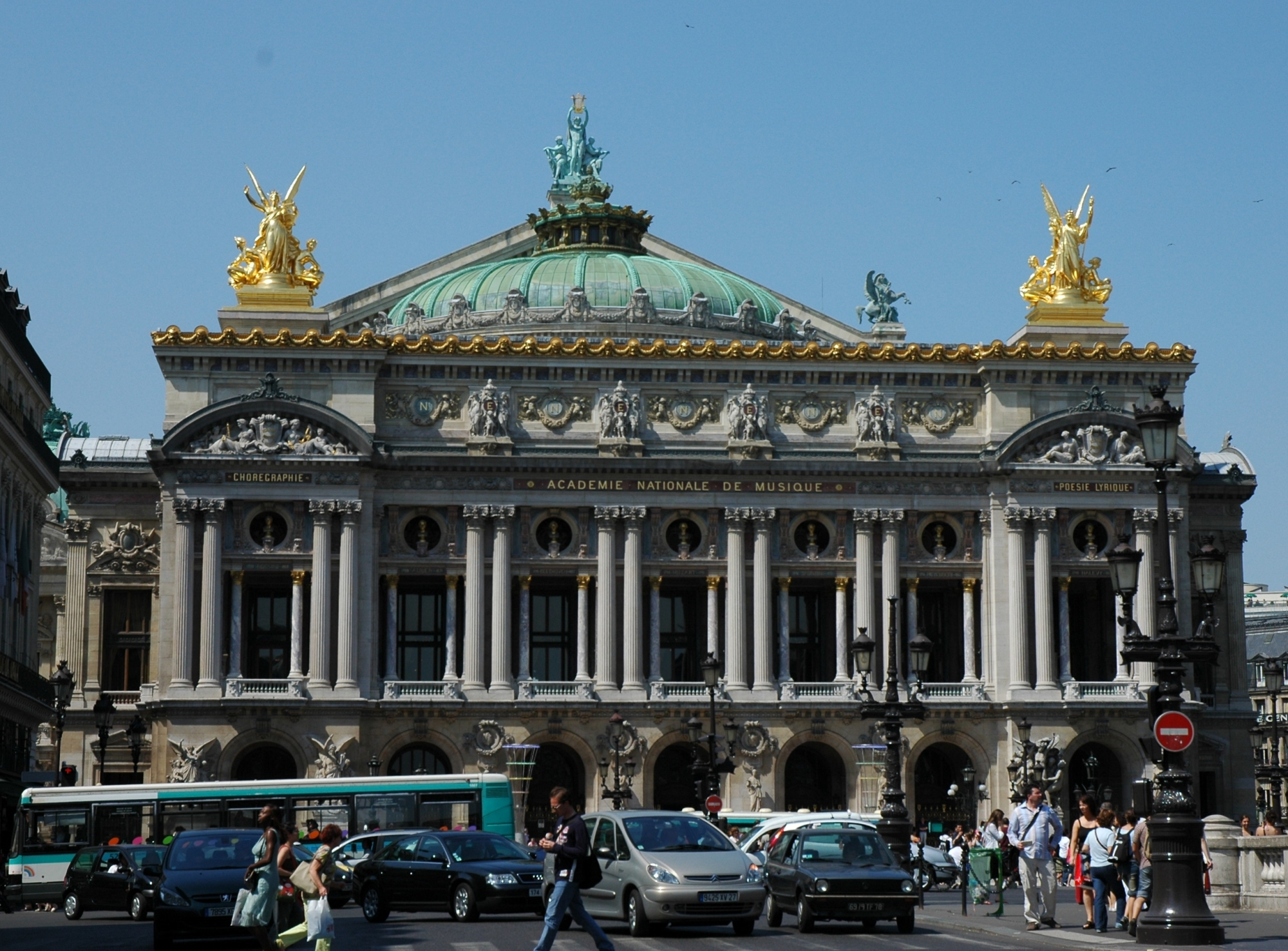
Il teatro visto dall'Avenue de l'Opéra
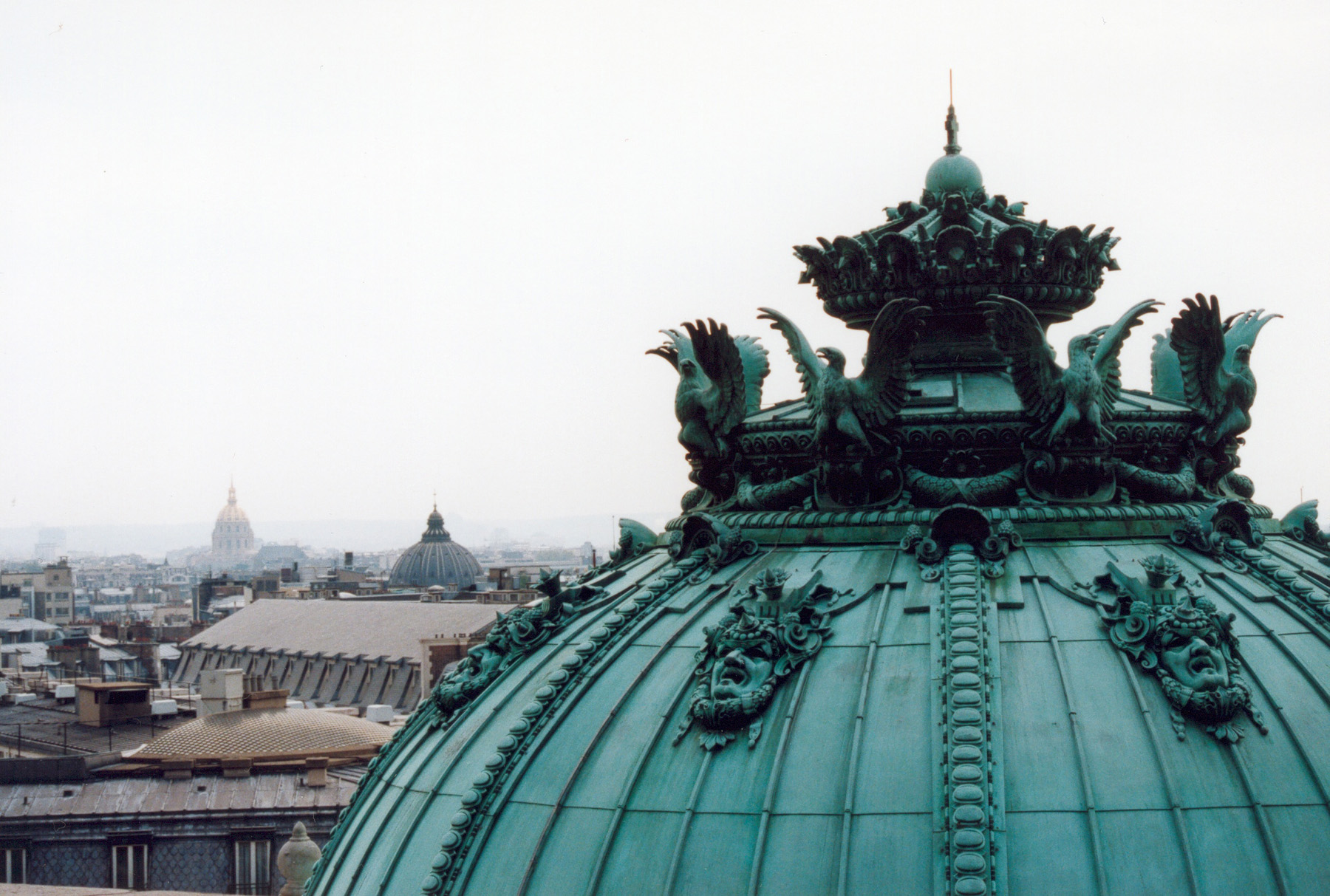
Tetto dell'Opéra Garnier
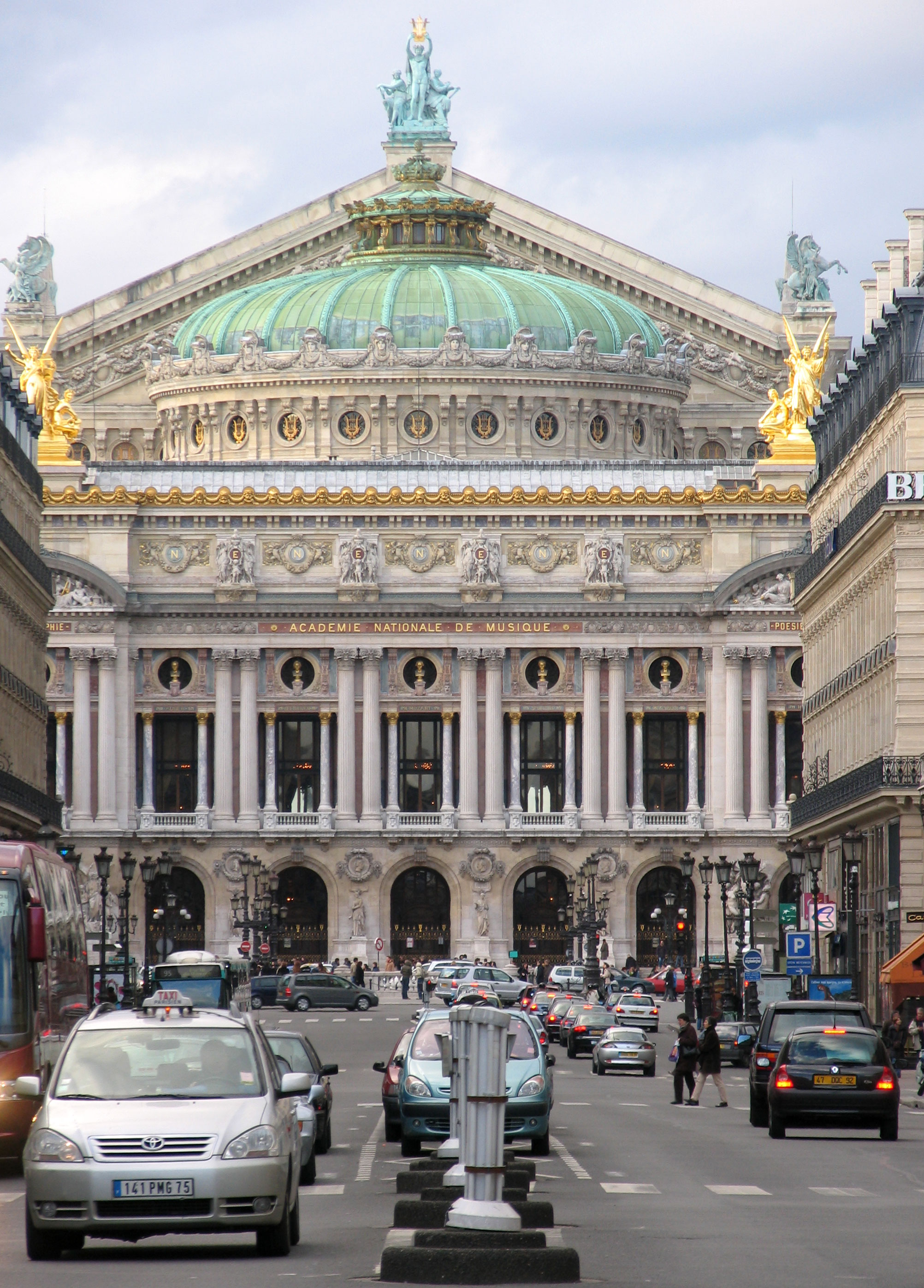
L'avenue de l'Opéra
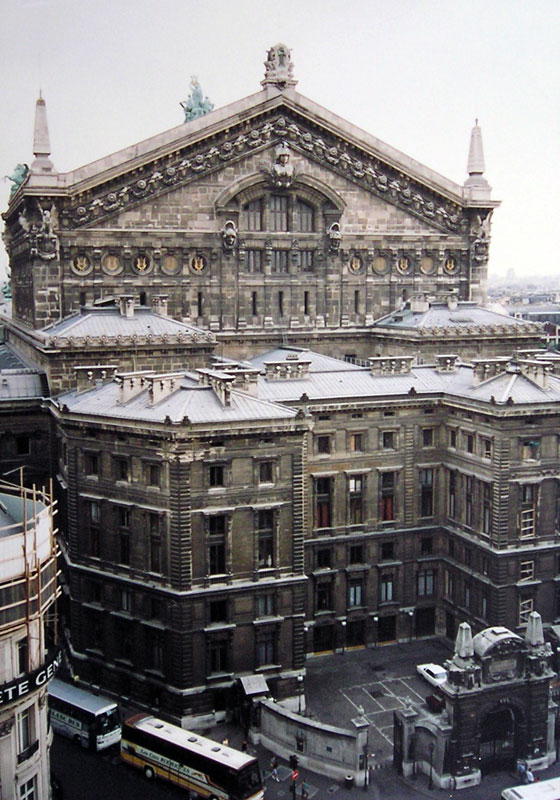
Vista posteriore del teatro
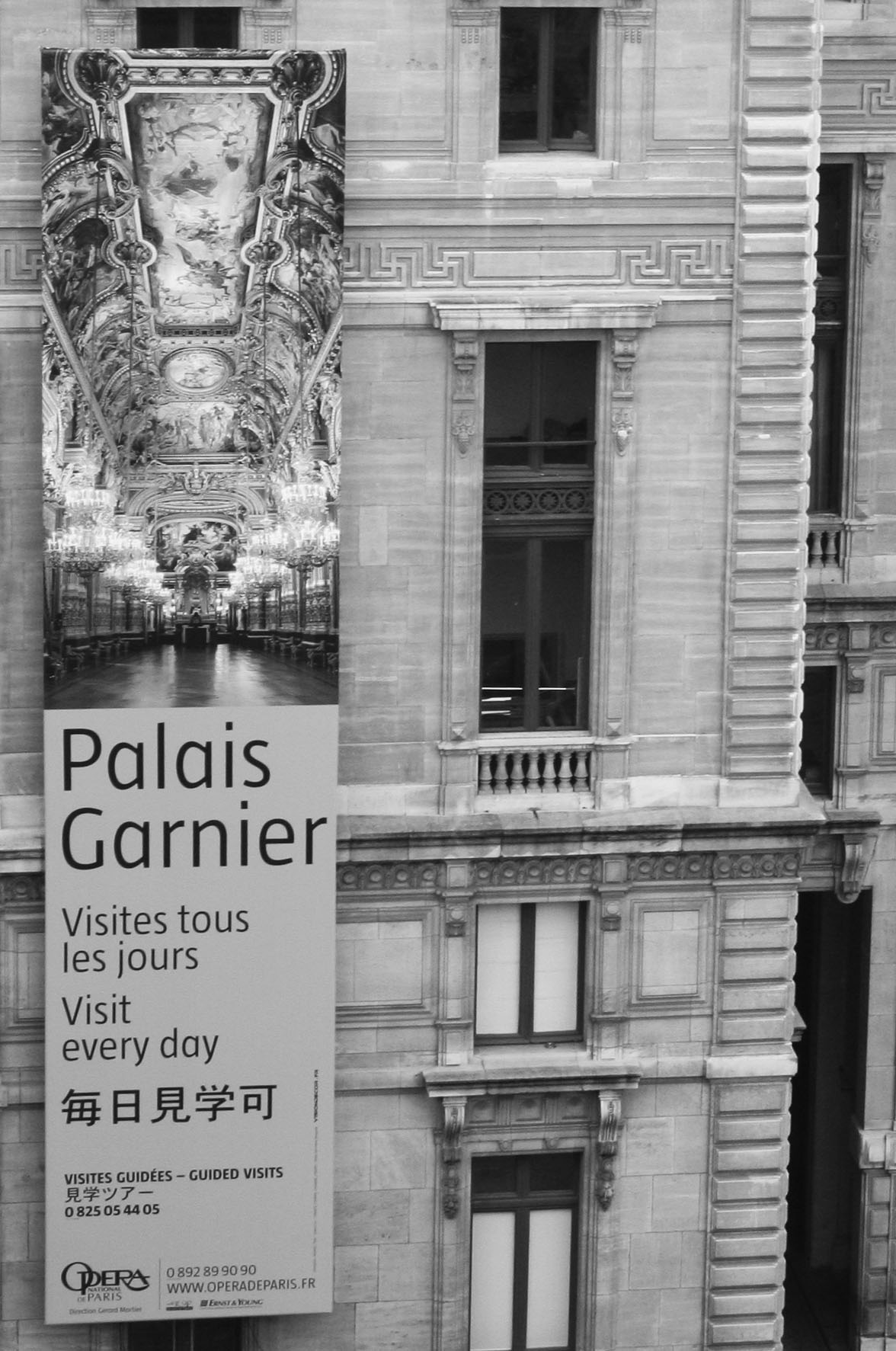
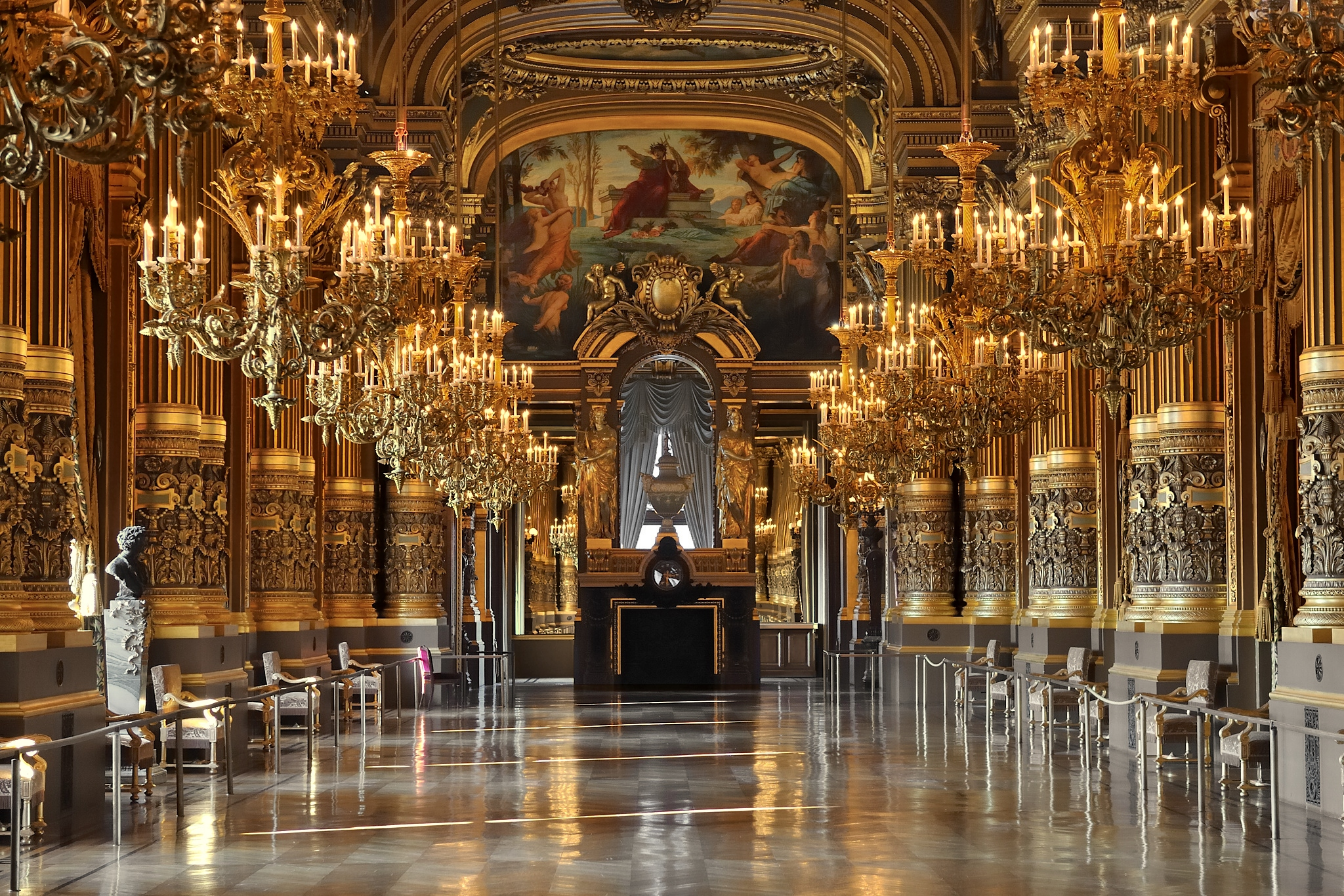
Salone
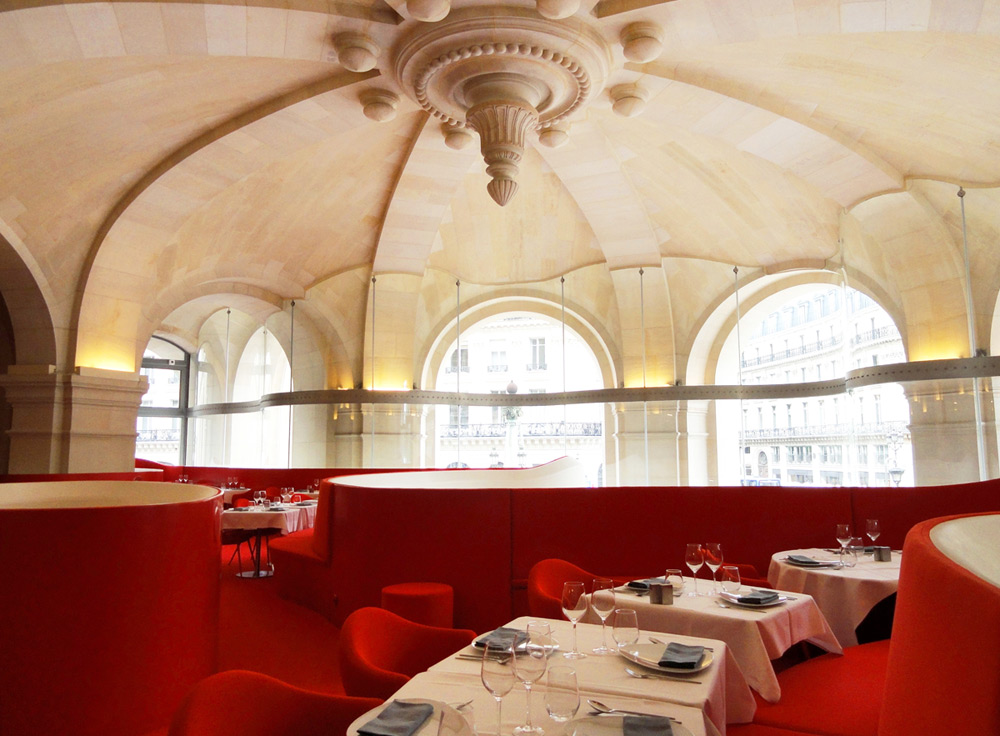
Nuovo ristorante del Teatro